# Chiesa di San Lorenzo (Vilminore di Scalve)
La chiesa di San Lorenzo è un luogo di culto cattolico della frazione Pianezza di Vilminore di Scalve, in provincia di Bergamo, sussidiaria della chiesa di Santa Maria Assunta e San Pietro.

## Storia
La presenza di una chiesa intitolata al santo spagnolo è indicata già nel XIV secolo sul territorio della Valle di Scalve. Ma il documento che maggiormente testimonia la presenza di un oratorio dedicato al santo è la relazione della visita pastorale del 1575 di san Carlo Borromeo che descrive l'edificio dedicato alla preghiera a pianta rettangolare di piccole proporzioni (15x10 braccia) con un altare ligneo non addossato all'abside e un piccolo campanile dove è presente un'unica campana.
La chiesa ebbe una prima ristrutturazione con ampliamento a partire dal 1648, mentre la decisione comunitaria di  dotare la chiesa di un campanile fu solo del 1673 con la sua realizzazione a partire dal 14 ottobre 1674, e con la sua ultimazione già nel luglio dell'anno successivo, anche se la campana ebbe da subito problemi di crepe e dovette essere fusa nelle fucine del territorio nel 1686. L'orologio venne posto sulla torre solo nel 1873.
Il Settecento vide la modifica esterna dell'edificio di culto, con la demolizione di alcuni fabbricati e con la costruzione del sagrato: Il XX secolo vide lavori di mantenimento e di manutenzione anche straordinaria.

## Descrizione
L'edificio di culto che ha orientamento sud-nord, è preceduto dal sagrato in selciato delimitato dal muretto a vista. La modesta facciata è scandita da lesene semplici in muratura appena accennate terminanti con il timpano triangolare. L'ingresso a cui si accede da tre semplici gradini in pietra, ha la copertura di un piccolo tettuccio in lamiera e ardesia atto a proteggere l'ingresso in legno di noce all'aula. Il portale a due ante è composto da fondelli scolpiti con l'immagine della Madonna e di Cristo con le spine.
Lateralmente alla facciata vi sono due parti di fabbricato di altezza inferiore che collegano con la sagrestia e con la torre campanaria.  Sulla facciata presentano due piccole finestre quadrate con sbarre.
L'interno a navata unica, è diviso da lesene in muratura in tre campate da semplici lesene che si collegano con il cornicione che percorre tutta l'aula, dove sono presenti altre due piccole finestre. L'arco trionfale collega al presbiterio leggermente più stretto e a pianta semi-ottagonale. Nel catino absidale è conservata l'ancona lignea dorata con San Lorenzo in gloria. L'altare ligneo dorato precede l'abside e è affiancato da due piccole porte munite di tendaggio. Lo spazio oltre l'altare destinato a coro, con il tempo è diventato un locale deposito.
L'altare è completo del tabernacolo marmoreo fornito di porticina in rame argentato, dove vi è la raffigurazione della colomba, simbolo dello Spirito Santo, con teste di putti. Il presbiterio conserva sulle pareti laterali le tele raffiguranti storie della vita di san Lorenzo, in una l'offerta di doni ai poveri e nella seconda scene del suo martirio. Vi sono altre due pitture raffiguranti la Pietà e la Madonna Immacolata. 

Sulla controfacciata vi è la cantoria a cui si accede da una breve scala a pioli.
La piccola torre campanaria è in ceppo con le quattro aperture centinate e la copertura a quattro falde in ardesia sul cui culmine troneggia la croce ferrea.